# A Csúcsmodellek epizódjainak listája
A Csúcsmodellek epizódjainak listája a részek teljes listája a BBC televíziós sorozatának, a Top Gear-nek a 2002-es újraindítása óta. A műsor házigazdái Jeremy Clarkson, Richard Hammond és James May, aki Jason Dawe-et váltotta az első széria után. A műsor állandó résztvevője The Stig. Stiget egyszer Michael Schumacher alakította.
A felsorolásban szerepel 8 különleges epizód: a Top Gear Amerikai különkiadás, a Top Gear Botswanai különkiadás, a Top Gear Vietnami különkiadás, a Top Gear Bolívia különkiadás, a Top Gear Közel-keleti különkiadás és a Top Gear Indiai különkiadás, amelyeket teljes egészében Anglián kívül vettek fel, valamint 2 egyéb speciális rész: a Top Gear téli olimpiai játékok, a Top Gear Polár speciál. Ezek a részek nem egy évadban, hanem az évadot követő speciális epizódban lettek műsorra tűzve.
A részek listája nem tartalmaz több egyéb kiadást, amelyeket műsoridőn kívül adtak le: Top Gear of the Pops, Top Gear Ground Force, Top Gear Apocalypse 2010.
Az itt található táblázat csak a magyar tévékben(Viasat 3 és Viasat 6) sugárzott műsor összefoglalóit, a reklámidő növelése érdekében vágott epizódokat tartalmazza. A részek hossza így az eredeti 1 órás helyett csupán 50 perc körüliek. Az autók bemutatása a magyar epizódok során hiánytalanul megtekinthető, viszont a műsor köré épülő vicces jelenetek egy része kivágásra került, mint néhány részben a "dicsőség fal", a felújított autók bemutatása, a "Sztár a megfizethető árú autóban", vagy a "kihívások".

## Részek

### Első évad
| 1. évad  | Teljes   | Tesztelt autók                                                                                             | Kihívás                                        | Vendég                      |
| -------- | -------- | --- | ---------------------------------------------- | --------------------------- |
| 1. rész  | 1. rész  | Citroën Berlingo, Pagani Zonda, Lamborghini Murciélago, Mazda 6                                            | Sebesség mérő kamerák lehagyása                | Harry Enfield               |
| 2. rész  | 2. rész  | Ford Focus RS, Honda Civic Type R, Noble M12 GTO                                                           | Hány motort tud átugrani egy busz?             | Jay Kay                     |
| 3. rész  | 3. rész  | Mini Cooper, Toyota Yaris Verso, Citroën DS, Westfield XTR                                                 | Nagyik gumifüstöltetése                        | Ross Kemp                   |
| 4. rész  | 4. rész  | Aston Martin V12 Vanquish, Ferrari 575M Maranello, Nissan Skyline R34 GT-R                                 | Családi autók F1-e                             | Steve Coogan, Richard Burns |
| 5. rész  | 5. rész  | Mercedes-Benz S osztály, Audi A8, Maybach 62, Bentley Arnage                                               | Hogy alakítsunk autót Bond autóvá?             | Jonathan Ross               |
| 6. rész  | 6. rész  | Renault Vel Satis, BMW Z4, Mercedes-Benz SL55 AMG, Honda NSX Type R                                        | Nagyik kézifékes parkolása                     | Tara Palmer                 |
| 7. rész  | 7. rész  | Saab 9-3, Lotus Elise 111S                                                                                 | A leggyorsabb vallás                           | Rick Parfitt                |
| 8. rész  | 8. rész  | Audi RS6, Mercedes-Benz E55 AMG, [Maserati Coupé, Ford Fiesta, Citroën C3, Honda Jaz], Nissan Micra, MG ZR | Lada tuning / A leggyorsabb fehér furgon sofőr | Michael Gambon              |
| 9. rész  | 9. rész  | Volvo XC90, Subaru Forester, VW Golf R32, Toyota Land Cruiser                                              | Jaguar XJS gyorsítás                           | Gordon Ramsay               |
| 10. rész | 10. rész | Range Rover, Lotus Esprit, Nissan Primera, TVR T350C                                                       | A leggyorsabb vallás II.                       | -                           |

### Második évad
| 2. évad  | Teljes   | Tesztelt autók                                                                                     | Kihívás                                                              | Vendég           |
| -------- | -------- | -------------------------------------------------------------------------------------------------- | -------------------------------------------------------------------- | ---------------- |
| 1. rész  | 11. rész | Smart Roadster, Volkswagen Beetle Cabriolet, Bowler Wildcat, Bentley T2                            | Nissan Sunny felgyújtása sugárhajtóművel                             | Vinnie Jones     |
| 2. rész  | 12. rész | Rolls-Royce Phantom, Rover P5, BMW M3, Audi S4                                                     | A leggyorsabb politikai párt                                         | Jamie Oliver     |
| 3. rész  | 13. rész | Volkswagen Touareg, Lexus SC430, Hyundai Coupe, BMW Z8, Perodua Kelisa                             | Anglia leggyorsabb autója                                            | David Soul       |
| 4. rész  | 14. rész | Jaguar R Coupe, Aston Martin DB7 GT                                                                | Milyen messzire lehet vezetni, amíg unalmas nem lesz egy Jaguar XJR? | Boris Johnson    |
| 5. rész  | 15. rész | Porsche 911 Turbo, Ford Street Ka, TR6, Renault Clio V6                                            | Rally autó javítás vs. nők készülődése                               | Anne Robinson    |
| 6. rész  | 16. rész | Subaru Impreza, Mitsubishi Lancer Evolution VIII, Vauxhall VX220 Turbo, Peugeot 206 GTI            | Lakókocsis gyorsulási rekord                                         | Richard Whiteley |
| 7. rész  | 17. rész | Koenigsegg CC8S, Hummer H1, Hummer H2                                                              | Renault Megan törésteszt                                             | Neil Morrisey    |
| 8. rész  | 18. rész | Nissan 350Z, Alfa Romeo 147 GTA, Citroën C3 Pluriel, Mercedes-Benz CLK500, Audi A4, Daihatsu Copen | Az univerzum leggyorsabb pilótája                                    | Jodie Kidd       |
| 9. rész  | 19. rész | Vandenbrink Carver, Volvo S60 R, GM HyWire, Opel Signum                                            | -                                                                    | Patrick Stewart  |
| 10. rész | 20. rész | TVR T350C, Overfinch Range Rove], Cadillac Sixteen, Volkswagen Phaeton                             | A leggyorsabb tolókocsis                                             | Alan Davies      |

### Harmadik évad
| 3. évad | Teljes   | Tesztelt autók                                                                                            | Kihívás                                                                         | Vendég          |
| ------- | -------- | --- | ------------------------------------------------------------------------------- | --------------- |
| 1. rész | 21. rész | Ford GT, BMW 5 széria, Porsche 911 GT3                                                                    | Diesel vs. benzines Volkswagen Lupo                                             | Martin Kemp     |
| 2. rész | 22. rész | BMW M3 CSL, BMW M1, BMW M3, BMW M5, Porsche Boxster, BMW Z4, Honda S2000                                  | Hány lakókocsit tudunk átugrani egy Volvo 240-essel? / Melyik a legjobb cabrio? | Stephen Fry     |
| 3. rész | 23. rész | Bentley Continental GT, Subaru Legacy Outback                                                             | Saab 9-5 vs. BAE Sea Harrier / Hogy jussunk ki egy süllyedő autóból?            | Rob Brydon      |
| 4. rész | 24. rész | Lamborghini Miura, Lamborghini Countach, Mini Cooper S, Lamborghini Gallardo                              | -                                                                               | Rich Hall       |
| 5. rész | 25. rész | Mazda RX-8, Fiat Panda                                                                                    | Tönkre lehet tenni egy Toyota Hilux-ot?                                         | Simon Cowell    |
| 6. rész | 26. rész | Citroën C2, Aston Martin V8 Vantage (1977), Holden Monaro                                                 | Tönkre lehet tenni egy Toyota Hilux-ot? II.                                     | Sanjeev Bhaskar |
| 7. rész | 27. rész | MG XPower SV, Porsche Cayenne Turbo, Mercedes-Benz SLR McLaren                                            | Az okos emberek is tudnak gumit füstöltetni? / Melyik a legjobb brit autó?      | Rory Bremner    |
| 8. rész | 28. rész | Mercedes 280SL, Nissan Micra, Aston Martin Lagonda, Audi TT                                               | Korosztályok csatája                                                            | Johnny Vegas    |
| 9. rész | 29. rész | Chrysler Crossfire, Smart Roadster (Brabus V6 Bi-Turbo), Jaguar XJ6, Honda Civic Type R, Honda NSX Type R | Top Gear díjkiosztó 2003                                                        | Carol Vorderman |

### Negyedik évad
| 4. évad  | Teljes   | Tesztelt autók                                                                                     | Kihívás | Vendég                           |
| -------- | -------- | -------------------------------------------------------------------------------------------------- | --- | -------------------------------- |
| 1. rész  | 30. rész | Rover CityRover                                                                                    | Hosszútávú verseny: Aston Martin DB9 vs. vonat (Dunsfold – Monaco) / Bemérhető-e egy Lotus Exige egy apach helikopter radarjával? | Fay Ripley                       |
| 2. rész  | 31. rész | Mercedes-Benz SLR McLaren, Alfa Romeo 166, Cadillac Escalade, Ford FAB-1                           | Tud-e vezetni egy apáca Monster Truck-ot?                                                                                         | Paul McKenna                     |
| 3. rész  | 32. rész | Porsche 911 GT3 RS, Ferrari 360 Challenge Stradale, 1968 Dodge Charger 440 R/T                     | A legjobb autó 100 £-ból | Jordan                           |
| 4. rész  | 33. rész | Porsche Carrera GT                                                                                 | Autó darts / Audi A8-cal Londonból Edinburgh-be egy tankkal / Ford SportKa vs. versenygalambok                                    | Ronnie O’Sullivan                |
| 5. rész  | 34. rész | MG ZT 260, BMW 645Ci, Jaguar XK-R, Porsche 911 Carrera 2, Vauxhall Astra, Mazda 3, Volkswagen Golf | Túlélünk-e egy magasfeszültségű találkozást? / Melyik a legjobb sport coupe?                                                      | Johnny Vaughan, Denise Van Outen |
| 6. rész  | 35. rész | Renault Clio RenaultSport, Jaguar XJS, Cadillac CTS, Nissan Cube                                   | Melyik gyorsabb, a benzines, a tehén vagy az emberi ürülékkel hajtott autó?                                                       | Terry Wogan                      |
| 7. rész  | 36. rész | Spyker C8 Spyder, Mercedes-Benz CL 65 AMG                                                          | Melyik jobb minitaxi, a Renault Scenic vagy a Ford C-MAX?                                                                         | Lionel Richie                    |
| 8. rész  | 37. rész | Ford GT, Toyota Prius, Maserati Quattroporte                                                       | Mennyire hat a kocsinkra az oldalszél egy sugárhajtóműből?                                                                        | Martin Clunes                    |
| 9. rész  | 38. rész | Fiat Barchetta, Mercedes-Benz SL600, Mazda MX-5, Toyota MR2, Jaguar X-Type Estate                  | Bele lehet-e ugrani egy mozgó autóba ejtőernyővel?                                                                                | Ranulph Fiennes                  |
| 10. rész | 39. rész | Peugeot 407, Volvo V50, BMW X3, Chevrolet Corvette C6                                              | - | Patrick Kielty                   |

### Ötödik évad
| 5. évad | Teljes   | Tesztelt autók                                                                                                | Kihívás | Vendég                               |
| ------- | -------- | --- | --- | ------------------------------------ |
| 1. rész | 40. rész | Porsche 997 Carrera S, Holden Monaro VX-R, Chrysler 300C, Jaguar S-Type R                                     | - | Bill Bailey, Antony Worrall Thompson |
| 2. rész | 41. rész | Ford Focus, Opel Astra, Jaguar XJ220, Pagani Zonda, Enzo Ferrari, Ferrari F40, McLaren F1, Porsche Carrera GT | Terepgördeszka vs. raliautó | Geri Halliwell                       |
| 3. rész | 42. rész | Dodge Viper SRT-10                                                                                            | Felmegy-e Skócia legmagasabb pontjára a Land Rover Discovery? / Melyik a világ legőrültebb autója?                                                                      | Joanna Lumley                        |
| 4. rész | 43. rész | Pagani Zonda S Roadster, Aston Martin Vanquish S, Ferrari 575M                                                | Ki lehet bírni 24 órát egy Smart ForFour-ban? / Tiki-taki lakókocsikkal                                                                                                 | Jimmy Carr, Steve Coogan             |
| 5. rész | 44. rész | Morgan Aero 8 GTN, Mercedes-Benz 300SL                                                                        | Egyterűek versenye / 10 perc alatt diesel autóval a Nürburgringen | Christian Slater                     |
| 6. rész | 45. rész | Volkswagen Golf V GTI                                                                                         | Milyen Porsche kapható 1500 £-ból? / Vak ember a Top gear pályáján | Cliff Richard, Billy Baxter          |
| 7. rész | 46. rész | Toyota Prius, Ford Mustang, Mitsubishi Lancer Evo VIII MR FQ400                                               | Top Gear díjkiosztó 2004 | Roger Daltrey                        |
| 8. rész | 47. rész | - | Hosszútávú verseny: Ferrari 612 Scaglietti vs. repülő (Dunsfold – Verbier) / Új autók vs. régi versenyautók / Evo vs. bob / 1 perc alatt egy F1-es Renault-val a pályán | Eddie Izzard                         |
| 9. rész | 48. rész | Ariel Atom, BMW 1-Series, Mercedes-Benz G55 AMG                                                               | - | Trinny Woodall, Susannah Constantine |

### Hatodik évad
| 6. évad  | Teljes   | Tesztelt autók                                                                       | Kihívás | Vendég                     |
| -------- | -------- | ------------------------------------------------------------------------------------ | --- | -------------------------- |
| 1. rész  | 49. rész | Mercedes-Benz CLS55 AMG, Honda Element                                               | Toyota Aygo foci / Range Rover Sport vs. Challenger 2 tank                                                  | -                          |
| 2. rész  | 50. rész | Maserati MC12                                                                        | 2 ajtós coupé 1500£ alatt, ami nem Porsche                                                                  | -                          |
| 3. rész  | 51. rész | Aston Martin DB9 Volante, Maserati Bora, Wiesmann MF 3, TVR Tuscan                   | Clarkson megnyit egy uszodát egy Rolls-Royce-szal                                                           | -                          |
| 4. rész  | 52. rész | Cadillac CTS-V, BMW 320d                                                             | Top gear anyukák versenye                                                                                   | -                          |
| 5. rész  | 53. rész | Aston Martin DB5, Jaguar E-Type, Nissan Murano, Maserati Coupé                       | Hányszor talál el egy mozgó Porsche Boxster S-t és egy Mercedes-Benz SLK 55 AMG-t az ír különleges egység?  | -                          |
| 6. rész  | 54. rész | Aston Martin DBR9                                                                    | Hosszútávú verseny: Mercedes-Benz SLR McLaren vs. hajó (Dunsfold – Oslo)                                    | -                          |
| 7. rész  | 55. rész | TVR Sagaris                                                                          | Maratoni futó vs. Fiat Panda a dugóban / Sabine Schmitz 10 perc alatt egy Ford Transit-tal a Nürburgring-en | Justin Hawkins             |
| 8. rész  | 56. rész | Ferrari F430                                                                         | Melyik a legjobb coupe-ból lett cabrio?                                                                     | Tim Rice                   |
| 9. rész  | 57. rész | BMW M5, Opel Astra VXR, Renault Mégane Sport, Volkswagen Golf GTI                    | Autó orosz rulett                                                                                           | Chris Evans                |
| 10. rész | 58. rész | BMW 535d, Bentley Continental Flying Spur                                            | Vezetés egy tó tetején / Melyik a legjobb quad?                                                             | Davina McCall, Mark Webber |
| 11. rész | 59. rész | Ford F150 SVT Lightning, Holden/Vauxhall Monaro VXR, Lamborghini Murciélago Roadster | Főcímdal motorhangokkal                                                                                     | Timothy Spall              |

### Hetedik évad
| 7. évad | Teljes   | Tesztelt autók                                       | Kihívás                                                                                         | Vendég                     |
| ------- | -------- | ---------------------------------------------------- | ----------------------------------------------------------------------------------------------- | -------------------------- |
| 1. rész | 60. rész | BMW M6, Porsche 997, Porsche Carrera S               | Melyik a legjobb sport coupe?                                                                   | Trevor Eve                 |
| 2. rész | 61. rész | Porsche Cayman S                                     | Játék valós méretű RC autókkal / Audi RS4 vs. hegymászó                                         | Ian Wright                 |
| 3. rész | 62. rész | Ford Focus ST, Ferrari F430, Pagani Zonda S, Ford GT | Szuperautó túra a Millau viaduktra (Franciaország)                                              | Stephen Ladyman            |
| 4. rész | 63. rész | Pagani Zonda F, Renault Clio                         | Középmotoros olasz autók 10000£-ból                                                             | Dame Ellen MacArthur       |
| 5. rész | 64. rész | Marcos TSO, Porsche 911                              | Hosszútávú verseny: Bugatti Veyron vs. Cesna182 (Alba – Dunsfold)                               | Nigel Mansell              |
| 6. rész | 65. rész | Volkswagen Golf R32, BMW 130i                        | Új vs. régi generációs autós kultúra / Videójáték vs. valóság (Honda NSX) / Mazda MX-5 vs. agár | David Walliams, Jimmy Carr |

#### Téli olimpiai játékok
| Teljes   | Tesztelt autók | Kihívás                        | Vendég |
| -------- | -------------- | ------------------------------ | ------ |
| 66. rész | -              | Top Gear téli olimpiai játékok | -      |

### Nyolcadik évad
| 8. évad | Teljes   | Tesztelt autók                                                                                            | Kihívás                                                                                          | Vendég                                                                                         |
| ------- | -------- | --- | ------------------------------------------------------------------------------------------------ | ---------------------------------------------------------------------------------------------- |
| 1. rész | 67. rész | Koenigsegg CCX, Honda Civic, Nissan Micra C+C                                                             | Egyterűből cabrio                                                                                | Jimmy Carr, Les Ferdinand, James Hewitt, Justin Hawkins, Trevor Eve, Rick Wakeman, Alan Davies |
| 2. rész | 68. rész | Chevrolet Corvette Z06, Jaguar XK, Mercedes-Benz SL 35, BMW 650i                                          | Tomcat terepjáró vs. motoros kajak / Milyen nehéz lehet autós rádióműsort vezetni?               | Gordon Ramsay                                                                                  |
| 3. rész | 69. rész | Lotus Exige S                                                                                             | Kétéltű autók kihívása                                                                           | Philip Glenister                                                                               |
| 4. rész | 70. rész | BMW Z4 M, Porsche Boxster, Koenigsegg CCX Top Gear szárnnyal, Mercedes-Benz S500, Porsche Cayenne Turbo S | Autó Anne Hathaway házának a stílusában / Porsche Cayenne vs. ejtőernyős mókus ugrás             | Ewan McGregor                                                                                  |
| 5. rész | 71. rész | Prodrive P2, Citroën C6                                                                                   | Toyota Aygo vs. Volkswagen Fox foci VB döntő / Jackie Stewart megtanítja versenyezni James May-t | Michael Gambon                                                                                 |
| 6. rész | 72. rész | Ford Mondeo ST220, Mazda 6 MPS, Opel Vectra VXR                                                           | Lakókocsi túra / Fedettpályás gyorsulás világrekord                                              | Brian Cox                                                                                      |
| 7. rész | 73. rész | Lamborghini Gallardo Spyder4, Ford S-Max PS, Mercedes-Benz B200 Turbo, Opel Zafira VXR                    | Peugeot 207 vs. parkour / 8 órás Caterham szerelés vs. Stig Londonból Skóciáig                   | Steve Coogan                                                                                   |
| 8. rész | 74. rész | Noble M15                                                                                                 | A The Who zenekar felszerelésének elszállítása / Melyik a legjobb kisteherautó 1000£ alatt?      | Jenson Button                                                                                  |

### Kilencedik évad
| 9. évad | Teljes   | Tesztelt autók                               | Kihívás | Vendég               |
| ------- | -------- | -------------------------------------------- | --- | -------------------- |
| 1. rész | 75. rész | Jaguar XKR, Aston Martin V8 Vantage          | Mennyi utat lehet építeni 24 óra alatt? / Beszélgetés Richard Hammond a Vampire dragsterrel történt balesete után | Jamie Oliver         |
| 2. rész | 76. rész | -                                            | A modern coupe-k harca / Lassú kapitány 407 km/h-val száguld egy Bugatti Veyronban                                | Hugh Grant           |
| 3. rész | 77. rész | -                                            | Top Gear Amerikai különkiadás                                                                                     | -                    |
| 4. rész | 78. rész | Brabus S Biturbo roadster, Porsche 997 Turbo | Űrhajó építés | Simon Pegg           |
| 5. rész | 79. rész | Lamborghini Murciélago LP640                 | A vasúti átjáró veszélyei / Traktorok küzdelme                                                                    | Kristin Scott Thomas |
| 6. rész | 80. rész | Shelby Mustang GT500                         | Angol limuzinok építése                                                                                           | Billie Piper         |

#### Polár speciál
| Teljes   | Tesztelt autók | Kihívás                | Vendég |
| -------- | -------------- | ---------------------- | ------ |
| 81. rész | -              | Top Gear polár speciál | -      |

### Tizedik évad
| 10. évad | Teljes   | Tesztelt autók                                                                                              | Kihívás | Vendég                      |
| -------- | -------- | --- | --- | --------------------------- |
| 1. rész  | 82. rész | Volkswagen Golf GTI W12, Porsche 997 GT3 RS, Lamborghini Gallardo Superleggera, Aston Martin V8 Vantage N24 | A világ legjobb autóútja                                                                                         | Dame Helen Mirren           |
| 2. rész  | 83. rész | Audi R8, Porsche 911 Carrera S                                                                              | Kétéltű autók kihívása II.                                                                                       | Ronnie Wood                 |
| 3. rész  | 84. rész | Ferrari 599 GTB Fiorano, Ferrari 275 GTS, Rolls-Royce Phantom Drophead Coupé                                | Bugatti Veyron vs. sugárhajtású repülőgép / Peel 500-as a BBC-ben / Parkoló automatika teszt egy Lexus LS600-zal | Jools Holland               |
| 4. rész  | 85. rész | - | Top Gear Botswanai különkiadás                                                                                   | -                           |
| 5. rész  | 86. rész | Caparo T1, Aston Martin V8 Vantage Roadster                                                                 | Autó vs. kerékpár vs. hajó. vs. tömegközlekedés                                                                  | Simon Cowell                |
| 6. rész  | 87. rész | Honda Civic Type-R, Mercedes-Benz E63 AMG Estate, BMW M5 Touring, Alfa Romeo 159                            | Autó vs. ember a folyón át / Lakókocsi verseny                                                                   | Lawrence Dallaglio          |
| 7. rész  | 88. rész | Aston Martin DBS                                                                                            | British Leyland autók versenye 1200£-ból                                                                         | -                           |
| 8. rész  | 89. rész | Vauxhall VXR8                                                                                               | Mennyire lehet vezetni egy F1-es Renaultot? / Melyik autó az ősautó? / GPS vezérelt BMW                          | James Blunt, Lewis Hamilton |
| 9. rész  | 90. rész | Ascari A10, Fiat 500                                                                                        | 24 órás verseny Silverstoneban / Fiat 500 vs. biciklisek Budapesten                                              | -                           |
| 10. rész | 91. rész | Jaguar XF, BMW M3, Merdedes C63AMG, Audi RS4                                                                | Német autók csatája / Top Gear díjkiosztó 2007 / Távirányítós REVA                                               | David Tennant               |

### Tizenegyedik évad
| 11. évad | Teljes   | Tesztelt autók                                                                        | Kihívás | Vendég                          |
| -------- | -------- | ------------------------------------------------------------------------------------- | --- | ------------------------------- |
| 1. rész  | 92. rész | Ferrari 430 Scuderia                                                                  | Rendőrautó alternatívák 1000£ alatt / Gazdaságossági futam szuperautókkal / Gazdaságossági futam egy BMW M3-as és egy Toyota Prius között | Alan Carr, Justin Lee Collins   |
| 2. rész  | 93. rész | Mitsubishi Lancer Evo X, Subaru Impreza WRX STi, Mercedes-Benz CLK63 AMG Black Series | Audi RS6 vs. síelés | Rupert Penry-Jones, Peter Firth |
| 3. rész  | 94. rész | Bentley Brooklands                                                                    | Alfa Romeok 1000£ alatt | James Corden, Rob Brydon        |
| 4. rész  | 95. rész | Alfa Romeo 8C Competizione                                                            | Hosszútávú verseny: Nissan GT-R vs. japán tömegközlekedés                                                                                 | Fiona Bruce, Kate Silverton     |
| 5. rész  | 96. rész | Nissan GT-R                                                                           | Luxus autók csatája / Rókavadászat egy Daihatsu Teriossal                                                                                 | Peter Jones, Theo Paphitis      |
| 6. rész  | 97. rész | Gumpert Apollo, Mitsuoka Orochi, Mitsuoka Galue III                                   | Top gear (Anglia) vs. D Motor (Németország)                                                                                               | Jay Kay                         |

### Tizenkettedik évad
| 12. évad | Teljes    | Tesztelt autók                                        | Kihívás | Vendég            |
| -------- | --------- | ----------------------------------------------------- | --- | ----------------- |
| 1. rész  | 98. rész  | Porsche 911 GT2, Lamborghini Gallardo LP560-4         | Melyik a legjobb kamion 5000£-ért? | Michael Parkinson |
| 2. rész  | 99. rész  | Fiat 500 Abarth                                       | Izomatók amerikából | Will Young        |
| 3. rész  | 100. rész | Toyota I-Real                                         | Renault Avantime gyorsítás Mitshubishi EVO szintre / Mika Häkkinen megtanítja versenyezni James May-t / Ételaprító egy Corvette V8-as motorból | Mark Wahlberg     |
| 4. rész  | 101. rész | Pagani Zonda Roadster F, Bugatti Veyron               | Fogyasztási verseny Baselből Blackpoolba | Harry Enfield     |
| 5. rész  | 102. rész | Lexus IS F, BMW M3, Ferrari Daytona                   | Ferrari Daytona vs. motorcsónak (Portofino – Saint Tropez) / Melyik a legjobb busz a városi közlekedésre?                                      | Kevin McCloud     |
| 6. rész  | 103. rész | Veritas RS III, Caterham R500 Superlight, Ford Fiesta | Gyártottak a KGST-ben jó autókat? / Ford Fiesta teljeskörű teszt a királyi haditengerészettel                                                  | Boris Johnson     |
| 7. rész  | 104. rész | Tesla Roadster, Honda FCX Clarity                     | Megemlékezés az 50 éves Brit túraautó bajnokságról                                                                                             | Tom Jones         |
| 8. rész  | 105. rész | -                                                     | Top Gear Vietnami különkiadás | -                 |

### Tizenharmadik évad
| 13. évad | Teljes    | Tesztelt autók                                              | Kihívás | Vendég             |
| -------- | --------- | ----------------------------------------------------------- | --- | ------------------ |
| 1. rész  | 106. rész | Lotus Evora, Ferrari FXX                                    | Motor vs. autó vs. vonat 1940-ből | Michael Schumacher |
| 2. rész  | 107. rész | -                                                           | Melyik autó a legjobb egy 17 évesnek 2500 £-ért? / Mercedes-Benz SLR McLaren vs. Lamborghini Murciélago LP 670 / Bugatti Veyron vs. McLaren F1 | Stephen Fry        |
| 3. rész  | 108. rész | Mercedes-Benz SL65 AMG Black Series                         | James May csúszkál kicsit Ken Block és Ricky Carmichael társaságában / Létezik-e olcsó de szerethető autó?                                     | Michael McIntyre   |
| 4. rész  | 109. rész | Ford Focus RS, Renault Mégane R26.R                         | Porsche Panamera vs. angol posta / Fogócska egy EVO VII és a hadsereg közt                                                                     | Usain Bolt         |
| 5. rész  | 110. rész | Jaguar XFR, BMW M5                                          | A legjobb hátsókerék meghajtású autó 1500 £-ért                                                                                                | Sienna Miller      |
| 6. rész  | 111. rész | BMW Z4, Nissan 370Z                                         | 1982-es klasszikus autók versenye a Mallorca rallyn 3000 £-ból                                                                                 | Brian Johnson      |
| 7. rész  | 112. rész | Vauxhall VXR8 Bathurst, HSV Maloo, Aston Martin V12 Vantage | Lehet jó Volkswagen Scirocco reklámot csinálni?                                                                                                | Jay Leno           |

### Tizennegyedik évad
| 14. évad | Teljes    | Tesztelt autók                                                                                                 | Kihívás | Vendég        |
| -------- | --------- | --- | --- | ------------- |
| 1. rész  | 113. rész | BMW 760Li, Mercedes S63 AMG, Lamborghini Gallardo LP560-4 Spyder, Ferrari California, Aston Martin DBS Volante | Romániai túra a Transzfogarasi útig                                                                                 | Eric Bana     |
| 2. rész  | 114. rész | Chevrolet Corvette C6 ZR1, Audi R8 V10                                                                         | Elektronikus autó építés                                                                                            | Michael Sheen |
| 3. rész  | 115. rész | Hawk HF3000, Lamborghini Gallardo LP550-2 Valentino Balboni                                                    | Repülő lakóautó / Lancia evolúció                                                                                   | Chris Evans   |
| 4. rész  | 116. rész | BMW X5 M, Audi Q7 V12, Range Rover (2010MY)                                                                    | Reptéri járgányok versenye / Renault Twingo 133 teszt, kicsit másképp                                               | Guy Ritchie   |
| 5. rész  | 117. rész | Noble M600 | Művészeti kiállítás autókkal                                                                                        | Jenson Button |
| 6. rész  | 118. rész | - | Top Gear Bolívia különkiadás                                                                                        | -             |
| 7. rész  | 119. rész | Lexus LFA, Opel Insignia VXR                                                                                   | Jeremy Clarkson "kis költségvetésű" BMW X6-os filmje / Az angol útjelző táblák története / Top gear díjkiosztó 2009 | Seasick Steve |

### Tizenötödik évad
| 15. évad | Teljes    | Tesztelt autók                                                                                           | Kihívás | Vendég |
| -------- | --------- | --- | --- | --- |
| 1. rész  | 120. rész | Bentley Continental Supersports, Reliant Robin                                                           | Egy darab az izlandi vulkánból. / Új megfizethető árú autó: Kia Ceed                                                                                              | Nick Robinson, Al Murray, Peter Jones, Peta Todd, Johnny Vaughan, Bill Bailey, Louie Spence, Amy Williams |
| 2. rész  | 121. rész | Porsche 911 Sport Classic, Porsche Boxster Spyder                                                        | 5000£-ból autó, ami a mindennapokban, és a pályán is megállja a helyét.                                                                                           | Alastair Campbell                                                                                         |
| 3. rész  | 122. rész | Porsche Panamera, Maserati Quattroporte, Aston Martin Rapide, Chevrolet Camaro SS, Mercedes-Benz E63 AMG | Esküvői "fuvarozás". | Rupert Grint, Rubens Barrichello                                                                          |
| 4. rész  | 123. rész | Audi R8 V10 Spyder, Porsche 997 Turbo Cabriolet                                                          | Lakóautó építés, egy átlag autóból. | Andy García                                                                                               |
| 5. rész  | 124. rész | Volkswagen Touareg, Bugatti Veyron Super Sport                                                           | Verseny svédországban, Richard a fiatalok ellen egy síparadicsomban. / James May 417,6Km/H-val száguld egy Bugatti Veyron S-ben. / Megemlékezés Ayrton Senna-ról. | Tom Cruise, Cameron Diaz                                                                                  |
| 6. rész  | 125. rész | Ferrari 458 Italia                                                                                       | Angol sportautó vásárlás 5000£-ból. / Beizonyítják, hogy jobb egy Cabrió mint egy Hatchback.                                                                      | Jeff Goldblum                                                                                             |

#### 2010-es karácsonyi különkiadás
| Teljes             | Tesztelt autók | Kihívás                                                                                                | Vendég      |
| ------------------ | -------------- | --- | ----------- |
| 126. rész (S15E07) | -              | Amerikai túra egy Mercedes-Benz SLS AMG-vel, egy Porsche 911 GT3 RS-sel, és egy Ferrari 458 Italiaval. | Danny Boyle |
| 127. rész (S16E00) | -              | Top Gear Közel-keleti különkiadás                                                                      | -           |

### Tizenhatodik évad
| 16. évad | Teljes    | Tesztelt autók                                            | Kihívás | Vendég                 |
| -------- | --------- | --------------------------------------------------------- | --- | ---------------------- |
| 1. rész  | 128. rész | Ariel Atom 500 , Porsche 911 Turbo S Cabriolet            | Jeremy bebizonyítja, hogy a Skoda Yeti a világ legjobb autója. / VW Käfer gyorsabb, mint egy Porsche 911 Turbo S Cabriolet.                   | John Bishop            |
| 2. rész  | 129. rész | Ferrari 599 GTO                                           | Egyesült Királyság vs. Ausztrália | Boris Becker           |
| 3. rész  | 130. rész | Ford Focus RS500, Subaru Impreza STI CS400, Volvo C30 PCP | Az Albán maffia alvezérének megtalálni a legjobb autót. (Rolls Royce Ghost, Mercedes Benz S65 AMG, Bentley Mulsanne helyett egy Zastava Yugo) | Jonathan Ross          |
| 4. rész  | 131. rész | Pagani Zonda R, Pagani Zonda Tricolore                    | Használt kabriók csatája. (BMW 325i) | Simon Pegg, Nick Frost |
| 5. rész  | 132. rész | Audi RS5 • BMW M3 változatok                              | A fiúk norvégiában tesztelik a kombájnból lett hóeltakarító gépet, több-kevesebb sikerrel.                                                    | Amber Heard            |
| 6. rész  | 133. rész | Porsche 959 • Ferrari F40                                 | James a NASA legújabb Holdjáróját teszteli. / Jeremy egy Jaguar-ral versenyez a mindenható ellen.                                             | John Prescott          |

### Tizenhetedik évad
| 17. évad | Teljes    | Tesztelt autók                                                                          | Kihívás | Vendég           |
| -------- | --------- | --------------------------------------------------------------------------------------- | --- | ---------------- |
| 1. rész  | 134. rész | Marauder • BMW 1M Coupe • Mini Cooper WRC • Jaguar E-Type                               | Mini WRC, a BOB olimpiai bajnoka, Amy Williams ellen Norvégiában.                                                                                  | Alice Cooper     |
| 2. rész  | 135. rész | Aston Martin Virage • Citroën DS3 Racing • Fiat 500C Abarth • Renaultsport Clio 200 Cup | A legjobb csapotthátú. | Ross Noble       |
| 3. rész  | 136. rész | Range Rover Evoque • McLaren MP4-12C • Ferrari 458 Italia                               | McLaren MP4-12C vs. Ferrari 458 Italia / Bentley Turbo R-t vagy Nissan Pixo-t vegyünk 6995£-ból?                                                   | Sebastian Vettel |
| 4. rész  | 137. rész | Jaguar XKR-S • Nissan GT-R                                                              | Lakókocsikból és személyautóból vonat. | Rowan Atkinson   |
| 5. rész  | 138. rész | Lotus T125 • új Jensen Interceptor                                                      | Ház bontása egy profi bontócsapat, és a Top Gear csapata ellen. / A Lotus megvásárolható "utcai" Formula 1-es autójának, és csapatának tesztelése. | Bob Geldof       |
| 6. rész  | 139. rész | Nissan Leaf • Peugeot iOn • Lamborghini Aventador                                       | Elektromos autók tesztje. | Louis Walsh      |

### Tizennyolcadik évad
| 18. évad | Teljes    | Tesztelt autók                                                                          | Kihívás | Vendég                 |
| -------- | --------- | --------------------------------------------------------------------------------------- | --- | ---------------------- |
| 0. rész  | 140. rész | -                                                                                       | Top Gear Indiai különkiadás                                                                                             | -                      |
| 1. rész  | 141. rész | Lamborghini Aventador • McLaren MP4-12C • Noble M600                                    | A legjobb középmotoros autó, ami nem a Ferrari 458 Italia                                                               | will.i.am              |
| 2. rész  | 142. rész | Mercedes-Benz SLS AMG Roadster • Kínai autómásolatok                                    | Jeremy és James kínába utazott, hogy szemügyrevegyék a kínai autókat. Richard texasban egy NASCAR versenyen vesz részt. | Matt LeBlanc           |
| 3. rész  | 143. rész | Vauxhall Corsa VXR Nurburgring • Fiat Panda • Jaguar XFR • Ford Focus                   | Jeremy és Richard egy autós üldözést forgatnak.                                                                         | Ryan Reynolds          |
| 4. rész  | 144. rész | Ferrari FF • Bentley Continental V8 • Fisker Karma                                      | Mozgássérült jármű építése terepre.                                                                                     | Michael Fassbender     |
| 5. rész  | 145. rész | Maserati Gran Turismo MC Stradale • Mercedes-Benz C63 AMG Coupe Black Series            | Jeremy és James megemlékezik a Saab-ról. Richard egy Rally-Skodával versenyez egy sugárhajtóműves emberrel.             | Matt Smith             |
| 6. rész  | 146. rész | KTM X-Bow • Morgan Three Wheeler • Caterham R500 • "Repülőgép motoros" Bentley • Brutus | Melyik a legjobb pályaautó?                                                                                             | Alex James             |
| 7. rész  | 147. rész | BMW M5 • Ferrari 250 California                                                         | A golfozás, vagy az autósport olcsóbb?                                                                                  | Slash • Kimi Räikkönen |

### Tizenkilencedik évad
| 19. évad | Teljes    | Tesztelt autók                                                                          | Kihívás | Vendég         |
| -------- | --------- | --------------------------------------------------------------------------------------- | --- | -------------- |
| 1. rész  | 148. rész | Pagani Huayra                                                                           | Versenyzés Bentley Continental GT Speed-del egy walesi rally szakaszon. Kisebb autó építése, mint a Peel P50.              | Damian Lewis   |
| 2. rész  | 149. rész | Lexus LFA • STR Viper • Aston Martin Vanquish                                           | Túra sportautókkal az USA-ban.                                                                                             | Mick Fleetwood |
| 3. rész  | 150. rész | Toyota GT86                                                                             | Verseny Wembley-ből a Milánóig. Shelby Mustang GT500 vs páneurópai vasúthálózat.                                           | Amy Macdonald  |
| 4. rész  | 151. rész | Masratta MTX • Ford Focus ST • Renault Megane RenaultSport Cup 265 • Vauxhall Astra VXR | Rögbi meccs a Kia Cee'd-ekkel.                                                                                             | Lewis Hamilton |
| 5. rész  | 152. rész | -                                                                                       | Jeremy és Richard tervez egy autót az idősebb korosztálynak ("Rover James") egy Fiat Multiplából. Range Rover vs TerraMax. | James McAvoy   |
| 6. rész  | 153. rész | BMW 5-Series Touring • Volvo 850R Estate • Subaru Impreza WRX Sport Estate              | A Nílus forrásának keresése. Top Gear Afrika Különkiadás (1. rész)                                                         | -              |
| 7. rész  | 154. rész | BMW 5-Series Touring • Volvo 850R Estate • Subaru Impreza WRX Sport Estate              | A Nílus forrásának keresése. Top Gear Afrika Különkiadás (2. rész)                                                         | -              |

### Huszadik évad
| 20. évad | Teljes    | Tesztelt autók                                                                                          | Kihívás                                                                                             | Vendég |
| -------- | --------- | --- | --------------------------------------------------------------------------------------------------- | --- |
| 1. rész  | 155. rész | Renaultsport Clio 200 • Peugeot 208 GTi • Ford Fiesta ST • Vauxhall Astra Tech Line                     | AC45 Racing Yacht vs Toyota Auris • Bemutatása az új megfizethető árú autónak, a Vauxhall Astrának. | Charles Dance • Warwick Davis • Rachel Riley • Joss Stone • David Haye • Jimmy Carr • Mike Rutherford • Brian Johnson |
| 2. rész  | 156. rész | Ferrari F12 Berlinetta • BAC Mono                                                                       | A legjobb taxi a világon. • Megemlékezés a BBC székházról.                                          | Ron Howard |
| 3. rész  | 157. rész | McLaren MP4-12C Spider • Audi R8 V10 Spyder •Ferrari 458 Spider                                         | Túra Spanyolországban olcsó sportautókban.                                                          | Benedict Cumberbatch                                                                                                  |
| 4. rész  | 158. rész | Mercedes SLS AMG Black Series • Mercedes SLS AMG Electric Drive                                         | Légpárnás építése egy Ford Transitból.                                                              | Hugh Jackman |
| 5. rész  | 159. rész | Porsche 911• Lamborghini Aventador Roadster• Lamborghini Sesto Elemento • Mazda CX-5 •Volkswagen Tiguan | A legjobb városi terepjáró lakókocsizóknak.                                                         | Steven Tyler |
| 6. rész  | 160. rész | Jaguar F-Type • New Routemaster • Range Rover Sport                                                     | Megemlékezés a brit autóiparról.                                                                    | Mark Webber |

### Huszonegyedik évad
| 21. évad | Teljes    | Tesztelt autók                                                    | Kihívás                                                                                              | Vendég          |
| -------- | --------- | ----------------------------------------------------------------- | --- | --------------- |
| 1. rész  | 161. rész | Volkswagen Golf Mk2 GTI • Vauxhall Nova SRi • Ford Fiesta XR2i    | Meggyőzni a producereket, hogy a régi csapotthátúak jobbak, mint a maiak.                            | Hugh Bonneville |
| 2. rész  | 162. rész | Alfa Romeo 4C • Gibbs Quadski •McLaren P1                         | Alfa Romeo 4C vs Gibbs Quadski • James egy angliai bázisban jár Afganisztánban.                      | Tom Hiddleston  |
| 3. rész  | 163. rész | Zenvo STI • Volkswagen Up! • Ford Fiesta • Dacia Sandero          | Túra Ukrajnán keresztül alacsony fogyasztású, olcsó autókban.                                        | James Blunt     |
| 4. rész  | 164. rész | Mercedes Benz G63 AMG 6x6 • Caterham 160 • Caterham 620R          | Richard az Egyesült Arab Emírségekbe utazik, hogy tesztelje az új hatkerekű Mercedes G63 AMG 6x6-ot. | Jack Whitehall  |
| 5. rész  | 165. rész | Porsche 918 • BMW M135i • VW Golf GTi Mk7 • Mercedes-Benz A45 AMG | Reklámfilmek készítése a biciklis balesetek megelőzése végett.                                       | Aaron Paul      |
| 6. rész  | 166. rész | Isuzu TX • Isuzu TX • Hino FB110                                  | Híd építése a Kwai folyó fölé. Top Gear Burma Különkiadás (1. rész)                                  | -               |
| 7. rész  | 167. rész | Isuzu TX • Isuzu TX • Hino FB110                                  | Híd építése a Kwai folyó fölé. Top Gear Burma Különkiadás (2. rész)                                  | -               |

### Huszonkettedik évad
| 22. évad | Teljes    | Tesztelt autók                                                                                          | Kihívás                                                                               | Vendég                     |
| 1. rész  | 168. rész | Lamborghini Huracan • Renault Twizy                                                                     | Autó vs. kerékpár vs. légpárnás furgon vs. tömegközlekedés Szentpéterváron keresztül. | Ed Sheeran                 |
| 2. rész  | 169. rész | BMW M6 Gran Coupe • Bentley Continental GT v8 • Nissan GT-R • Holden Maloo                              | Ausztráliai túra, marha terelés modern sportkocsikkal.                                | Kiefer Sutherland          |
| 3. rész  | 170. rész | P45 • Chevrolet G20 • Porsche 944 • Ford Scorpio Cardinal                                               | Mentőautó alternatívák.                                                               | Daniel Ricciardo           |
| 4. rész  | 180. rész | BMW I8 • Mercedes-AMG GT • BMW M3 • Land Rover Defender                                                 | Megemlékezés a Land Rover Defenderről.                                                | Will Smith • Margot Robbie |
| 5. rész  | 181. rész | Porsche Cayman • Chevrolet Corvette (C7) • Ferrari LaFerrari • Peugeot 307 CC • Peugeot 407             | Peugeot történelme • átlényegülés Peugeot sofőrré.                                    | Olly Murs                  |
| 6. rész  | 182. rész | Lexus RC F • Ford F-150 Raptor • Chevrolet Silverado Z71                                                | Richard megmentése a Sziklás-hegységből tipikus amerikai pickupokkal.                 | Gillian Anderson           |
| 7. rész  | 183. rész | Jaguar F-Type • Eagle Low Drag GT • Mazda MX-5                                                          | James részt vesz egy rallycross futamon az amerikai Top Gear műsorvezetője ellen.     | Nicholas Hoult             |
| 8. rész  | 184. rész | MG MGB GT • Fiat 124 Spider • Peugeot 304 • Mitsubishi Shogun Pinin • Jeep Cherokee • Vauxhall Frontera | Klasszikus sportautók olcsón • Szabadidő autók (SUV) 250£-ból?                        | -                          |